# Bob Weinstock
Pour les articles homonymes, voir Weinstock.
Bob Weinstock (2 octobre 1928 à New York - 4 janvier 2006 à Boca Raton, Floride) était un producteur de jazz créateur en 1949 du label Prestige Records.
Il a produit de nombreux artistes, en particulier Miles Davis, John Coltrane, Sonny Rollins et Thelonious Monk.